# Guglielmo Braccio di Ferro
Guglielmo d'Altavilla, chiamato Guglielmo Braccio di Ferro (Cotentin, 1010 circa – Apulia, 1046), è stato un cavaliere normanno, il maggiore dei figli di Tancredi d'Altavilla venuti in Italia; fu nominato, nel 1043, primo conte di Puglia. Da non confondere con l'omonimo fratellastro, conte nel Principato di Salerno.

## Biografia

### L'ascesa al potere
Insieme al fratello minore Drogone d'Altavilla lasciò la Normandia e raggiunse il Mezzogiorno d'Italia nella prima metà dell'XI secolo (1035 ca.) in risposta alle richieste di aiuto avanzate dai Normanni guidati da Rainulfo Drengot, conte di Aversa. Fra il 1038 e il 1040 combatté per i Bizantini in Sicilia, dove si guadagnò il soprannome di Braccio di Ferro per aver ucciso con una sola mano l'emiro di Siracusa durante un assalto alla città assediata. Quando il generale bizantino Giorgio Maniace umiliò pubblicamente il comandante salernitano Arduino, i Longobardi abbandonarono l'impresa insieme ai loro mercenari normanni e al contingente delle guardie variaghe.
Maniace cadde in disgrazia per l'opposizione dell'imperatore di Costantinopoli e il nuovo catapano d'Italia, Michele Doceano, nominò Arduino topoterites (reggente) di Melfi. Quando questi nel 1040 si ribellò contro l'autorità bizantina, con l'appoggio di Guaimario IV di Salerno, i Normanni di Guglielmo lo seguirono e si ritrovarono presto in aperta rivolta contro i Bizantini insieme ai Longobardi di Apulia. Prima Atenolfo, condottiero beneventano, poi Argiro, formalmente i capi della rivolta, furono sconfitti dai Greci e i Normanni misero a capo della rivolta i loro capitani, ignorando Arduino. La rivolta, originariamente longobarda, era diventata normanna sia nell'impronta che nella leadership.
Guglielmo I d'Altavilla, rientrò nel settembre 1042 a Melfi, dove tutti i Normanni lo elessero Capo supremo. Egli si rivolse a Guaimario V, principe longobardo di Salerno e a Rainulfo conte di Aversa, e propose ad entrambi un'alleanza alla pari. L'unificazione delle due famiglie normanne, Altavilla e Drengot, fu motivo di forza e Guaimario offrì il riconoscimento ufficiale delle conquiste.

### Nomina a Conte di Puglia
Alla fine dell'anno, Rainulfo e Guglielmo riunirono a Melfi un'assemblea dei baroni longobardi e normanni, che terminò al principio dell'anno successivo (1043). In questo Parlamento generale, Guaimario di Salerno garantì il dominio su Melfi agli Altavilla, a cui affidò in feudo i territori intorno a Melfi. Tutti offrirono un omaggio come vassalli a Guaimario, che riconobbe a Guglielmo I d'Altavilla il primo titolo di Conte di Puglia. Guaimario riconfermò il titolo di Conte anche allo stesso Rainulfo. In cambio, tutti i capi normanni acclamarono Guaimario Duca di Puglia e Calabria. Guaimario, per legare a sé Guglielmo, gli offrì in moglie la nipote Guida, figlia del Duca Guido di Sorrento e quindi sua nipote.
Nacque così la Contea di Puglia. L'intera regione, ad eccezione di Melfi, fu suddivisa in dodici baronie, costituite a beneficio dei capi normanni e assegnate nei territori di Capitanata, Vulture, Apulia e Irpinia. In particolare, in Capitanata, Guglielmo ebbe la signoria di Ascoli; Rodolfo ebbe Canne; a Gualtiero toccò Civitate e a Rodolfo di Barbena fu assegnata Monte Sant'Angelo. Nel Vulture al fratello del nuovo Conte, Drogone d'Altavilla, fu affidata la Signoria di Venosa; Tristaino ebbe Montepeloso (Irsina), Asclettino I Drengot, che risiedeva nel castello di Genzano, prese Acerenza ed Attolino ebbe Lavello. In Apulia, Ugo Tuboeuf ricevette Monopoli; Pietro ebbe Trani e a Ramfredo andò Minervino, sulla Murgia. In Irpinia ad Erveo fu affidata, infine, Frigento.

### Ultimi anni di vita, morte e successione
Durante il suo regno, Guglielmo e Guaimario diedero inizio insieme alla conquista della Calabria ed eressero il castello di Scribla, non di Squillace come riportato in vari testi sulla storia dei Normanni nel sud Italia. I suoi titoli tuttavia non vennero mai confermati dall'Imperatore del Sacro Romano Impero.
Guglielmo morì nel 1046, e fu successivamente sepolto nell'Abbazia della Santissima Trinità di Venosa insieme agli altri fratelli, in un'unica arca sepolcrale. Il suo successore, il fratello Drogone, sarebbe stato giuridicamente riconosciuto come Conte dei Normanni di Puglia e Calabria (la formula fu Comes Normannorum totius Apuliae e Calabriae), titolo che si attribuisce spesso anche a Guglielmo.

## Ascendenza
|                            |                          |         | Genitori |  |  | Nonni |  |  | Bisnonni |  |  | Trisnonni |  |
|                            |                          |         |          |  |  |       |  |  | …        |  |  | …         |  |
|                            |                          |         |          |  |  |       |  |  | …        |  |  | …         |  |
|                            |                          | …       |          |  |  |       |  |  | …        |  |  |           |  |
| …                          |                          |         |          |  |  |       |  |  | …        |  |  |           |  |
|                            |                          | …       | …        |  |  |       |  |  |          |  |  |           |  |
|                            |                          | …       | …        |  |  |       |  |  |          |  |  |           |  |
|                            |                          | …       | …        |  |  |       |  |  |          |  |  |           |  |
| Tancredi d'Altavilla       |                          | …       |          |  |  |       |  |  |          |  |  |           |  |
|                            |                          | …       | …        |  |  |       |  |  |          |  |  |           |  |
|                            |                          | …       | …        |  |  |       |  |  |          |  |  |           |  |
|                            |                          | …       | …        |  |  |       |  |  |          |  |  |           |  |
| …                          |                          | …       |          |  |  |       |  |  |          |  |  |           |  |
|                            |                          | …       | …        |  |  |       |  |  |          |  |  |           |  |
|                            |                          | …       | …        |  |  |       |  |  |          |  |  |           |  |
|                            |                          | …       | …        |  |  |       |  |  |          |  |  |           |  |
| Guglielmo Braccio di Ferro |                          | …       |          |  |  |       |  |  |          |  |  |           |  |
|                            | Guglielmo I di Normandia | Rollone |          |  |  |       |  |  |          |  |  |           |  |
|                            | Guglielmo I di Normandia | Rollone |          |  |  |       |  |  |          |  |  |           |  |
|                            | Guglielmo I di Normandia | Poppa   |          |  |  |       |  |  |          |  |  |           |  |
| Riccardo I di Normandia    | Guglielmo I di Normandia |         |          |  |  |       |  |  |          |  |  |           |  |
|                            |                          | Sprota  | …        |  |  |       |  |  |          |  |  |           |  |
|                            |                          | Sprota  | …        |  |  |       |  |  |          |  |  |           |  |
|                            |                          | Sprota  | …        |  |  |       |  |  |          |  |  |           |  |
| Muriella                   |                          | Sprota  |          |  |  |       |  |  |          |  |  |           |  |
|                            |                          | …       | …        |  |  |       |  |  |          |  |  |           |  |
|                            |                          | …       | …        |  |  |       |  |  |          |  |  |           |  |
|                            |                          | …       | …        |  |  |       |  |  |          |  |  |           |  |
| …                          |                          | …       |          |  |  |       |  |  |          |  |  |           |  |
|                            |                          | …       | …        |  |  |       |  |  |          |  |  |           |  |
|                            |                          | …       | …        |  |  |       |  |  |          |  |  |           |  |
|                            |                          | …       | …        |  |  |       |  |  |          |  |  |           |  |
|                            |                          | …       |          |  |  |       |  |  |          |  |  |           |  |